# Ceahriv, Rohatîn
Ceahriv (în ucraineană Чагрів) este o comună în raionul Rohatîn, regiunea Ivano-Frankivsk, Ucraina, formată numai din satul de reședință.

## Demografie
Componența lingvistică a comunei Ceahriv
     Ucraineană (99,52%)
     Alte limbi (0,36%)
Conform recensământului din 2001, majoritatea populației comunei Ceahriv era vorbitoare de ucraineană (99,52%), existând în minoritate și vorbitori de alte limbi.